# Бавшин, Александр Николаевич
Александр Николаевич Бавшин (укр. Олександр Миколайович Бавшин; род. 1953) — советский и украинский спортсмен и тренер; Мастер спорта СССР (1973 — самбо, 1977 — дзюдо), Заслуженный тренер Украины (1991). Ведущий спортивный арбитр Львовской области по дзюдо (судья национальной категории).

## Биография
Родился 1 августа 1953 года в городе Батуми Грузинской ССР.
В 1975 году окончил Львовский институт физической культуры.
Во время своей спортивной карьеры становился призёром чемпионата Украины (1977) и первенств Вооружённых сил Украины по самбо и дзюдо (1973, 1975). Выступал за Спортивный клуб армии (1967—1976, тренер Л. Зонов) и спортивное общество «Авангард» (1976—1979, тренер В. Куспиш).
С 1979 года Александр Бавшин работает тренером во Львовской ДЮСШ олимпийского резерва «Богатырь». Среди его воспитанников — Сергей Дребот, Татьяна Гаврилова, а также спортсмен-паралимпиец Игорь Засядкович.
В 2012 году был награждён орденом «За заслуги» III степени. Является членом Олимпийского совета отделения НОК Украины во Львовской области.